# Barbara Ekenberg
Elsa Barbro "Barbara" Ekenberg, född omkring 1717, död den 25 maj 1799, var en kaffehusvärd i Stockholm under den gustavianska tiden som besjöngs av Bellman. 
Ekenberg var gift med kaffeskänkaren Carl Ekenberg, som gjort konkurs. Hon drev ett populärt kaffehus i hörnet av Storkyrkobrinken och Prästgatan, av Bellman kallat Thermopolium Boreale. Värdshuset fanns redan 1758, men det sköttes av Barbara Ekenberg från åtminstone år 1772, och hon annonserade då i Dagligt Allehanda den 5 oktober att hon hyrde ut tre rum i sitt kaffehus. En innovation var att hon på sitt kaffehus förbjöd rökning, något som annars var sällsynt då röken annars låg tung på just sådana och orsakade gästerna andningsproblem.  
Bellman tillägnade henne en vers i Fredmans epistel 9, Till Gumman på Thermopolium Boreale och hennes jungfrur. Bellman beskrev Ekenberg som vindögd och överviktig men berömde hennes "jungfrur" och den musik och festglädje som präglande hennes kaffehus.